# Dominik
Dominik oder Dominic ist ein männlicher Vorname, der auch als Familienname in Gebrauch ist.

## Herkunft und Bedeutung
Dominik geht auf den lateinischen Namen Dominicus zurück und bedeutet „zum Herrn gehörig“, was sich auf Jesus Christus bezieht. Da dies Domenica – „Tag des Herrn“ den Sonntag meint, kann der Name auch ein an diesem Wochentag geborenes Kind bezeichnen.

## Verbreitung

### Dominik
In Österreich war der Name Dominik vor allem in den 1990er Jahren beliebt. Zwischen 1993 und 1998 gehörte er zu den 10 meistgewählten Jungennamen. Die Popularität des Namens sank nach der Jahrtausendwende ein wenig, jedoch gehört der Name nach wie vor zu den 50 beliebtesten Jungennamen des Landes.
Auch in Kroatien ist der Name populär. Zuletzt belegte er Rang 35 der Hitliste (Stand 2021). Ein ähnliches Bild zeigt sich in Polen. Hier stand der Name im Jahr 2021 auf Rang 32 der Vornamenscharts.
In Tschechien gehört Dominik seit 1975, mit der Ausnahme von 1980, zu den 100 beliebtesten Jungennamen. Seit 1994 hält er sich auf ähnlichem Niveau in den Top 20, seine bislang höchste Platzierung erreichte er im Jahr 1998 mit Rang 6.
In Ungarn hat sich der Name unter den 10 meistvergebenen Jungennamen etabliert. Im Jahr 2021 belegte er Rang 3 der Hitliste.
Dagegen sank die Popularität des Namens in Slowenien zuletzt, sodass er dort seit 2019 nicht mehr zu den 100 beliebtesten Jungennamen zählt.
In der Schweiz zählte Dominik im Jahr 1998 noch zu den 20 meistgewählten Jungennamen, seitdem sank seine Popularität stark. Mit Rang 96 tauchte der Name im Jahr 2010 zum letzten Mal in der Top-100 der Vornamenscharts auf.
In Deutschland lässt sich die genaue Popularität des Namens Dominik nicht feststellen, da er in Statistiken als gleichlautende Variante mit Dominic zusammengefasst wird. So beziehen sich auch die nachfolgenden Informationen auf beide Schreibweisen zusammen. Der Name kam in Deutschland in den 1960er Jahren in Mode und erfreute sich vor allem in den 1990er Jahren großer Beliebtheit. Im Jahr 1997 erreichte er mit Rang 19 seine bisher einzige Platzierung unter den 20 meistvergebenen Jungennamen. Insbesondere seit der zweiten Hälfte der 2000er Jahre sinkt die Popularität des Namens, jedoch wird er nach wie vor gerne vergeben. Im Jahr 2021 belegte er Rang 102 in den Vornamenscharts. Für die Jahre 2006 bis 2018 lässt sich festhalten, dass etwa 84 % der Namensträger den Namen in der Schreibweise Dominik trugen, während bei etwa 16 % die Variante Dominic gewählt wurde.

### Dominic
In den USA nahm die Beliebtheit des Namens Dominic im ausgehenden 19. und beginnenden 20. Jahrhundert stark zu, jedoch war der Name bis in die 1980er Jahre hinein nur mäßig beliebt. Er wurde schließlich beständig häufiger vergeben, sodass er seit 2002 zu den 100 beliebtesten Jungennamen des Landes gehört (Stand 2021). Ein ähnliches Bild zeigt sich in Kanada.
In England und Wales gehörte der Name bereits in den 1990er Jahren zu den 100 meistgewählten Jungennamen. Seine Popularität sank jedoch leicht. Seit 2008 erreichte er lediglich im Jahr 2018 mit Rang 100 eine erneute Platzierung in der Hitliste (Stand 2020).

## Varianten

### Männliche Varianten
- Deutsch: Dominik, Dominikus
  - Diminutiv: Dom, Nik
- Englisch: Dominic, Domenic, Dominick
  - Diminutiv: Dom, Nic
- Französisch. Dominique
  - Bretonisch: Dominig
  - Lothringisch: Dimanche, Mougeon
- Italienisch: Domenico
  - Rätoromanisch: Dumeni
    - Diminutiv: Men

  - Latein: Dominicus
- Kroatisch: Dominik
  - Diminutiv: Dinko
- Litauisch: Dominykas
  - Diminutiv: Domas
- Niederländisch: Dominicus
- Polnisch: Dominik
- Portugiesisch: Domingos, Domênico
- Slowakisch: Dominik
- Slowenisch: Domen, Dominik
- Spanisch: Domingo
  - Baskisch: Txomin
- Tschechisch: Dominik
- Ungarisch: Dominik, Domonkos

### Weibliche Varianten
- Englisch: Dominica
- Französisch: Dominique
  - Lothringisch: Dimanchette, Mougeotte/Mougeatte
- Italienisch: Domenica
  - Latein: Dominica
- Mazedonisch: Домника Domnika
- Polnisch: Dominika
- Portugiesisch: Domingas, Domênica, Domência
- Russisch: Доминика Dominika
- Slowakisch: Dominika
- Slowenisch: Dominika
- Spanisch: Dominga
- Tschechisch: Dominika
- Ungarisch: Dominika

### Namensentsprechungen
Namensentsprechungen in anderen Sprachen, die jedoch keine Varianten zu Dominik darstellen, sind:
- Akan: Kwasi, Kwesi
  - Feminin: Akosua, Esi
- Bulgarisch: Неделчо Nedelcho, Недялко Nedjalko
  - Feminin: Неделя Nedelja, Недялка Nedjalka
- Ewe: Kossi
- Griechisch: Κυριάκος Kyriákos
  - Altgriechisch: Κυριακός Kyriakós
  - Feminin: Κυριακή Kyriakē, Kiriaki
- Kroatisch: Nedeljko, Nediljko, Nedjeljko
  - Feminin: Nedeljka, Nediljka, Nedjeljka
- Mazedonisch: Неделко Nedelko
  - Feminin: Неделка Nedelka
- Serbisch: Недељко Nedeljko
  - Feminin: Недељка Nedeljka

## Namenstage
- 9. März: nach dem Heiligen Dominikus Savio
- 8. August: nach dem Heiligen Dominikus, Gründer des Dominikanerordens
  - im Erzbistum Bologna am 4. August
- 21. Dezember: nach dem Seligen Domenico Spadafora

Daneben existieren zahlreiche weitere Gedenktage.

## Namensträger

### Vorname
- Dominic Adiyiah (* 1989), ghanaischer Fußballspieler
- Dominick Browne, 4. Baron Oranmore and Browne (1901–2002), britischer Adliger und Politiker
- Dominik Büchele (* 1991), deutscher Sänger
- Dom Cerulli (1927–2012), US-amerikanischer Journalist und Musikfunktionär
- Dominick Cirillo (1929–2024), US-amerikanischer Mafioso
- Dominic Cooke (* 1966), britischer Theater- und Filmregisseur
- Dominik Dos-Reis (* 1993), österreichisch-französischer Schauspieler
- Dominic D’Amato (* 1993 oder 1994), deutscher Musikproduzent, siehe Funkvater Frank
- Dominic Duval (1945–2016), US-amerikanischer Jazzbassist und Bandleader
- Dominik Eulberg (* 1978), deutscher DJ und Produzent
- Dominik Finkelde (* 1970), deutscher Jesuitenpater, Philosoph und Dramatiker
- Dominic Frontiere (1931–2017), US-amerikanischer Komponist
- Dumeng Giovanoli (* 1941), Schweizer Skirennfahrer
- Dominik Graf (* 1952), deutscher Film- und Fernsehregisseur
- Dominick Guinn (* 1975), US-amerikanischer Boxer
- Dominik Hašek (* 1965), tschechischer Eishockeytorwart
- Dominic Heilig (1978–2017), deutscher Journalist, Autor und Politiker (Die Linke)
- Dominic Heinzl (* 1964), österreichischer Fernsehmoderator und Journalist
- Dominic Hörlezeder (* 1984), österreichischer Politiker (Grüne)
- Dominik Hrbatý (* 1978), slowakischer Tennisspieler
- Domenic Janett (* 1949), Schweizer Komponist und Musiklehrer
- Dominik Kalata (1925–2018), slowakischer Ordensgeistlicher, Titularbischof von Semta
- Dominic Keating (* 1961), britischer Schauspieler
- Dominik Keim (* 2001), deutscher Handballspieler
- Dominic Kelm (* 1988), deutscher Handballspieler
- Domenic Landolf (* 1969), Schweizer Jazzsaxofonist
- Dominik Constantin zu Löwenstein-Wertheim-Rochefort (1762–1814), deutscher Fürstregent
- Dominic Mai Luong (1940–2017), vietnamesisch-US-amerikanischer römisch-katholischer Weihbischof
- Dominik Marquard zu Löwenstein-Wertheim-Rochefort (1690–1735), deutscher Fürstregent
- Johann Dominik Mahlknecht (1793–1876), österreichischer Bildhauer
- Dominick McCaffrey (1863–1926), US-amerikanischer Boxer
- Dominic Miller (* 1960), argentinisch-britischer Gitarrist
- Dominic Monaghan (* 1976), britischer Schauspieler
- Dominik Oberhofer (* 1980), österreichischer Hotelier und Politiker
- Dominic Oduro (* 1985), ghanaischer Fußballspieler
- Dominik Pańka (* 1991), polnischer Pokerspieler
- Domenic Parlatore (* 1978), kanadischer Eishockeyspieler
- Dominic Pürcher (* 1988), österreichischer Fußballspieler
- Dominic Raacke (* 1958), deutscher Schauspieler
- Dominic Raiola (* 1978), US-amerikanischer American-Football-Spieler
- Dominik Raschner (* 1994), österreichischer Skirennläufer
- Domenic Redl (* 1995), deutscher Synchronsprecher
- Dominik Schad (* 1997), deutscher Fußballspieler
- Dominik Schmid (Fußballspieler, 1989) (* 1989), deutscher Fußballspieler
- Dominik Schmid (Handballspieler) (* 1989), österreichischer Handballspieler
- Dominik Schmid (Fussballspieler, 1998) (* 1998), Schweizer Fußballspieler
- Dominik Schmidt (* 1987), deutscher Fußballspieler
- Dominik Schwaderlapp (* 1967), deutscher Geistlicher, Weihbischof von Köln, siehe Dominikus Schwaderlapp
- Dominic Spera (1932–2021), US-amerikanischer Jazzmusiker und Hochschullehrer
- Dominik Stipsits (* 1994), österreichischer Badmintonspieler
- Dominik Stolz (Fußballspieler) (* 1990), deutscher Fußballspieler
- Dominic Thiem (* 1993), österreichischer Tennisspieler
- Domenic Weinstein (* 1994), deutscher Radrennfahrer
- Dominik Weiß (* 1989), deutscher Handballspieler

### Familienname
- Andrew Dominik (* 1967), neuseeländischer Regisseur und Drehbuchautor
- Friedrich Dominik (1829–1891), deutscher Tierarzt
- Hans Dominik (Offizier, 1870) (1870–1910), Offizier der Kaiserlichen Schutztruppe für Kamerun
- Hans Dominik (1872–1945), deutscher Ingenieur, Journalist und Schriftsteller
- Hans Dominik (Offizier, 1906) (1906–1980), deutscher Kapitän zur See, Ritterkreuzträger
- Herbert Dominik (* 1902; † nach 1942), deutscher Ingenieur und Reichskultursenator
- Hugo Dominik (1871–1933), deutscher Vizeadmiral
- Jacek Dominik (* 1969), polnischer EU-Beamter
- Jerzy Dominik (* 1964), polnischer Eisschnellläufer
- Tadeusz Dominik (1928–2014), polnischer Maler
- Thorsten Dominik (* 1977), deutscher Ringer
- Wulf Dominik (1942–2014), deutscher Vereinsfunktionär

## Weitere Namensverwendung
- Der Dominik, Danziger Jahrmarkt seit 1260 (polnisch Jarmark Sw. Dominika)
- Die Dominicusmesse (Messe in C-Dur, KV 66) von Wolfgang Amadeus Mozart
- Der Nummer-eins-Hit Dominique von Sœur Sourire („The Singing Nun“) (1963)
- Das Lied Domingo von Yello (1985)
- Das Lied Dominic von The Legendary Pink Dots (2005)